# Désiré Defauw
Désiré Defauw (Gand, 5 settembre 1885 – Gary, 25 luglio 1960) è stato un violinista, direttore d'orchestra e compositore belga.

## Biografia

### Primi anni
Figlio di Franciscus Defauw e Theresia Van Der Meersch. Iniziò la sua educazione musicale all'età di otto anni al Conservatorio di Gand con l'insegnante Johan Smit. Scelse di studiare il violino perché, come disse: “So già suonare il pianoforte”.

### Violinista
Nel 1906, all'età di 21 anni, divenne uno dei direttori ospiti della nuova London Symphony Orchestra. Dal 1914 al 1918, durante la Prima guerra mondiale, si rifugiò a Londra, eseguendo fra le altre cose la Sonata per Violino n.2 di John Ireland alla Wigmore Hall, con il compositore al Pianoforte e formando un quartetto che si esibì in tutto il Regno Unito. Il Quartetto Belga, che in seguito fu chiamato Allied String Quartet di Londra era formato da Charles Woodhouse (violino), Lionel Tertis (viola) e Emile Doehaerd (violoncello).

### Direttore d’orchestra
Ebbe modo di esibirsi come direttore ospite con la Filarmonica di Berlino e altre orchestre a Vienna, Roma, Madrid, Mosca, Leningrado e Budapest. Suscitò ammirazione ed elogi, tra gli altri, da Maurice Ravel e Richard Strauss.
Nel 1925 divenne professore di direzione d'orchestra e direttore d'orchestra presso il Conservatorio Reale di Bruxelles. La nomina di un direttore fiammingo suscitò scalpore e scioperi nella fazione di lingua francese del Conservatorio di Bruxelles. Nel 1930 divenne direttore della nuova orchestra sinfonica di 84 elementi del National Institute of Radio Broadcasting. Nel 1931 fondò la Brussels Symphony Orchestra, che nel 1936 fu trasformata nell'Orchestra Nazionale del Belgio.
Dopo essere stato invitato da Arturo Toscanini a dirigere la NBC Symphony Orchestra nel 1939, l’anno successivo lasciò il Belgio per il Nord America e fu Direttore Musicale della Orchestre symphonique de Montréal dal 1941 al 1953, e della Chicago Symphony Orchestra dal 1943 al 1947. Nello stesso anno registrò il Concerto per Violino di Mendelssohn con Mischa Elman come solista. Negli anni apparve come direttore ospite in diverse orchestre statunitensi, come la Boston Symphony Orchestra, la Detroit Symphony Orchestra. Successivamente fu Direttore Musicale della Grand Rapids Symphony di Grand Rapids, in Michigan e della Gary Symphony Orchestra di Gary, dal 1950 al 1958.
Introdusse e valorizzò negli Stati Uniti opere di compositori contemporanei come Samuel Barber, Ernest Bloch, John Alden Carpenter, George Whitefield Chadwick, Aaron Copland, Edward Elgar, Karl Goldmark, Darius Milhaud, Jean Sibelius, Wiliam Walton e Peter Warlock.

### Vita privata
Fu sposato con Jeanne van Caubergh. Morì di polmonite all'età di 74 anni a Gary, nell'Indiana.